# IC 571
IC 571 ist eine Balken-Spiralgalaxie mit aktivem Galaxienkern vom Hubble-Typ SBab im Sternbild Löwe nördlich der Ekliptik. Sie ist schätzungsweise 376 Millionen Lichtjahre von der Milchstraße entfernt und hat einen Durchmesser von etwa 110.000 Lj.

Im selben Himmelsareal befinden sich u. a. die Galaxien NGC 3041, IC 568, IC 570, IC 572.
Das Objekt wurde am 16. Dezember 1893 vom französischen Astronomen Stéphane Javelle entdeckt.